# Pero munycharia
Pero munycharia är en fjärilsart som beskrevs av Charles Oberthür 1912. Pero munycharia ingår i släktet Pero och familjen mätare. Inga underarter finns listade i Catalogue of Life.